# Ahmed Ghazali
Ahmed Ghazali (15 juin 1948 Tafraout-) est un responsable politique et militant marocain des droits humains.

## Biographie
Ahmed Ghazali est titulaire d’un diplôme d’études supérieures en droit des affaires (1981) et d’un doctorat d’Etat en droit privé.
Il est depuis 1992 enseignant-chercheur à la faculté de droit à Rabat, puis professeur honoraire au cycle de l’enseignement supérieur à l’Université Mohammed V.
De 1986 à 1997, il est expert consultant de plusieurs organismes nationaux et internationaux en matière du droit du développement et de montage institutionnel et de développement organisationnel (BIT, Pnud,Commission européenne, GTZ, Usaid…).

### Fonctions
- Directeur du cabinet du Ministre délégué auprès du Premier Ministre chargé des droits de l’Homme (1993 -1995),
- Chef du cabinet du ministre de la justice (1997-1998).
- Chargé de mission au Cabinet Royal, membre du G14 (1996-1999),
- Secrétaire général du ministère de la Justice (1999-2003).
- Président de la Haute autorité de la Communication audiovisuelle (2003-2012)[1],[2],[3],[4].
- Président du Réseau des instances francophones de régulation des médias et du Réseau des instances africaines de régulation de la communication[5].
- Président du Conseil d'Administration d'Al Amana Microfinance[6].
- Président de la Fédération Nationale des Associations de Microcrédit (novembre 2017-)[7],[8].
- Membre du Conseil supérieur du pouvoir judiciaire (2017-)[9].